# Stazione di Nara
La Stazione di Nara (奈良駅?, Kyōto-eki) è una delle due principali stazioni della città di Nara, nella omonima prefettura in Giappone. Si trova lungo la linea principale Kansai (localmente chiamata linea Yamatoji) ed è il capolinea della linea Sakurai e della linea Nara, proveniente da Kyoto. Dalla vicina Kizu arrivano qui anche molti treni provenienti dalla linea Katamachi.

## Linee

### Treni
- JR West
  - ■ Linea Yamatoji
  - ■ Linea Nara
  - ■ Linea Sakurai